# Guatteria pastazae
Guatteria pastazae este o specie de plante angiosperme din genul Guatteria, familia Annonaceae, descrisă de Robert Elias Fries. A fost clasificată de IUCN ca specie în pericol. Conform Catalogue of Life specia Guatteria pastazae nu are subspecii cunoscute.